# Frasso Telesino
Frasso Telesino – miejscowość i gmina we Włoszech, w regionie Kampania, w prowincji Benewent.
Według danych na I 2009 gminę zamieszkiwało 2481 osób przy gęstości 111,5 os./1 km².